# Sarcophage de la Traditio Legis
Le Sarcophage de la Traditio Legis, parfois nommé Sarcophage de la Remise de la Loi, est un sarcophage paléochrétien en marbre de la fin du IVe siècle apr. J.-C. Il a pour thème la Traditio Legis. Il est conservé au département des Antiquités grecques, étrusques et romaines du musée du Louvre, à Paris, sous la cote MR 806 - Ma 2980.1.

## Histoire
Le sarcophage a été découvert au XVe siècle à Rome, dans le mausolée des Anicii, sous l'abside de la basilique Saint-Pierre,. Il fait partie des objets d'art acquis en 1807 par Napoléon Ier auprès de son beau-frère Camille Borghese.
Le département des Antiquités grecques, étrusques et romaines du musée du Louvre n'en possède que trois panneaux sur quatre : l'arrière de la cuve se trouve au palais des Conservateurs, à Rome.

## Description
Le sarcophage, en marbre, date du dernier quart du IVe siècle. Sa technique mêle le haut-relief et le bas-relief. Il offre plusieurs variations sur le thème de la remise de la Loi, la Traditio Legis.
La face latérale gauche représente, sur sa gauche, l'ascension du prophète Élie, qui remet son manteau (symbole de la Loi et de l'héritage spirituel) à son successeur le prophète Élisée. Le char d'Élie est tiré par quatre chevaux, surplombant le fleuve Jourdain figuré par un homme étendu tenant un rameau. Sur la droite du même panneau, Moïse reçoit les Tables de la Loi de la main de YHWH, devant la Jérusalem céleste, reconnaissable  à ses tours crénelées, ses arcatures et ses pilastres.
Sur le panneau central, selon l'archétype le plus fréquent de la Traditio Legis, le Christ  se tient au milieu de ses apôtres et tend un volumen à Pierre pendant que Paul se trouve à sa gauche. L'arrière-plan est occupé par la Jérusalem céleste.
La face latérale droite évoque Abraham, avec la main de l'ange qui intercepte son geste sacrificiel envers Isaac, celui-ci apparaissant sous l'aspect d'un enfant agenouillé sur un autel. Divers personnages leur succèdent plus à droite : un apôtre tenant un  volumen ouvert, un officier vêtu d'une chlamyde et tenant lui aussi un volumen, un apôtre tenant un livre et enfin un homme portant une tunique et un manteau, l'ensemble se détachant sur fond de Jérusalem céleste.

## Galerie

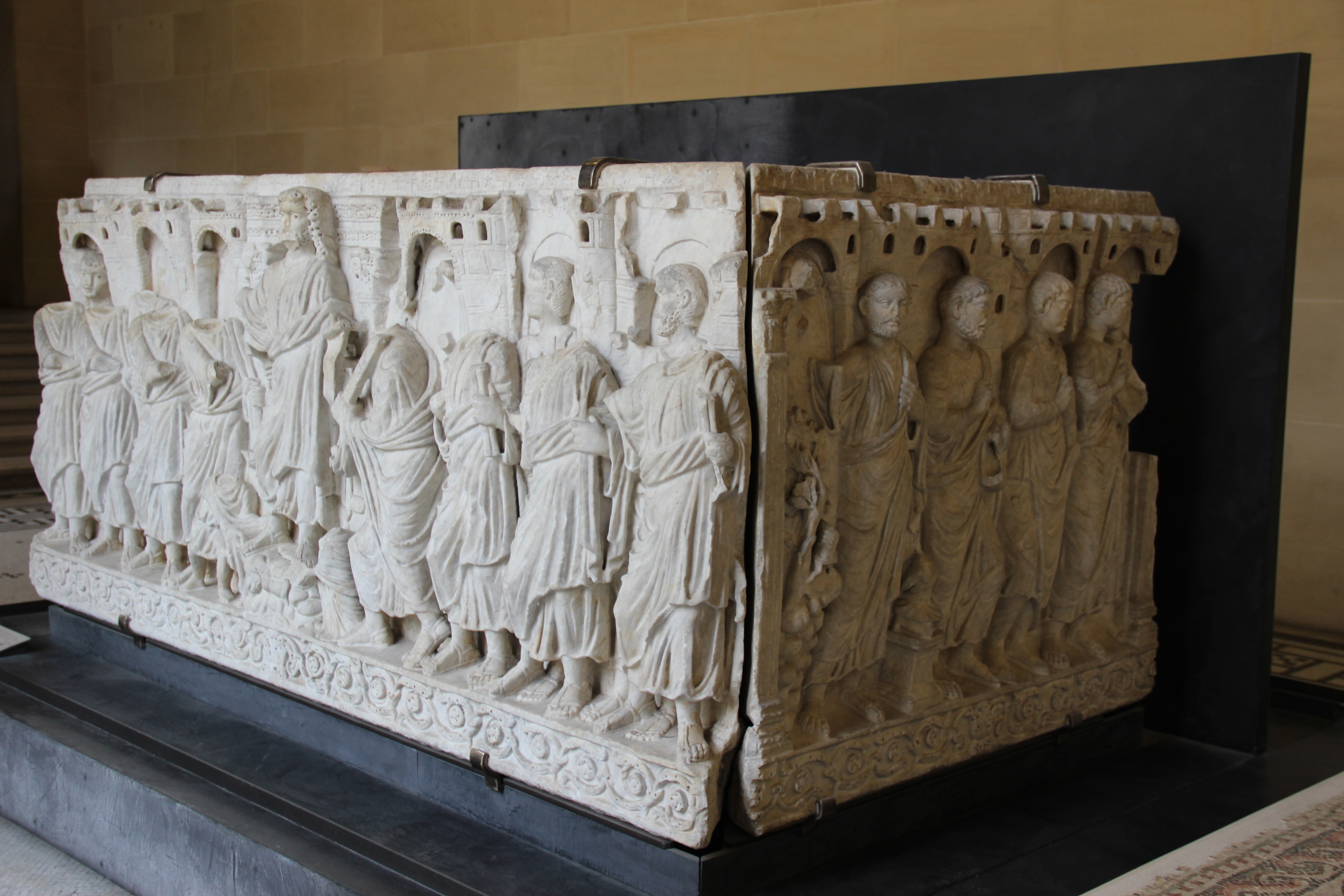
Vue d'ensemble.
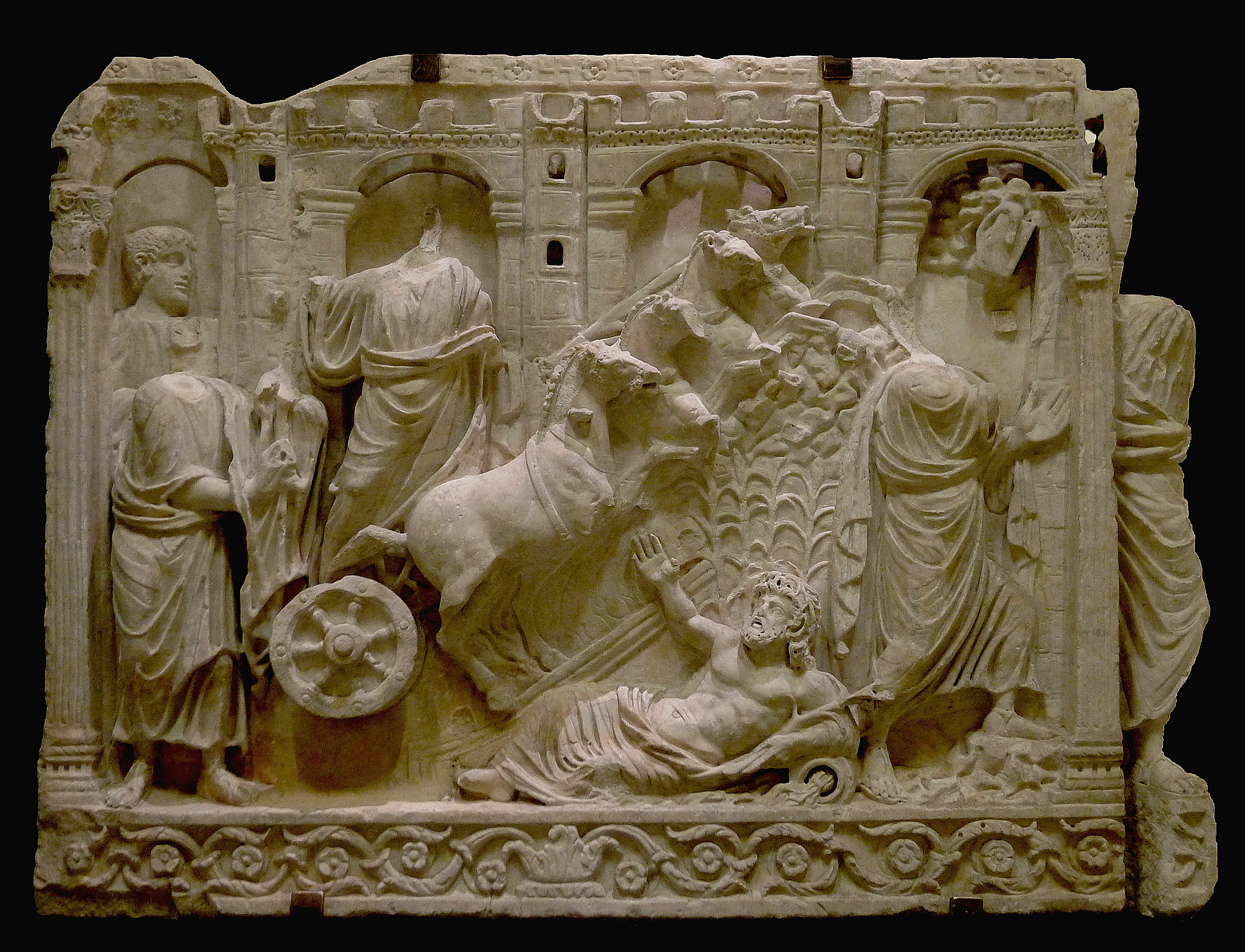
Côté gauche : Élie remet son manteau à Élisée et Moïse reçoit les Tables de la Loi.
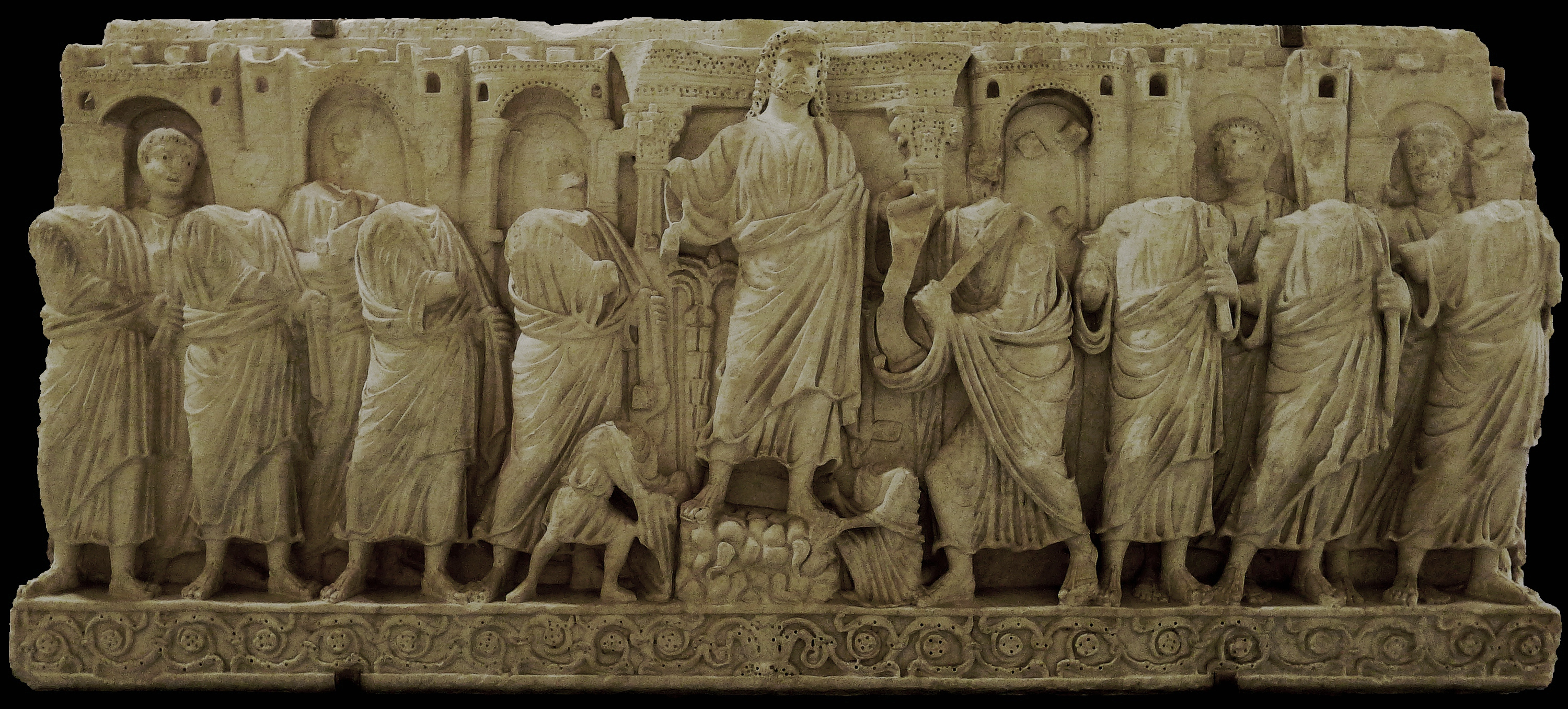
Face frontale : Jésus remet la Loi à Pierre.
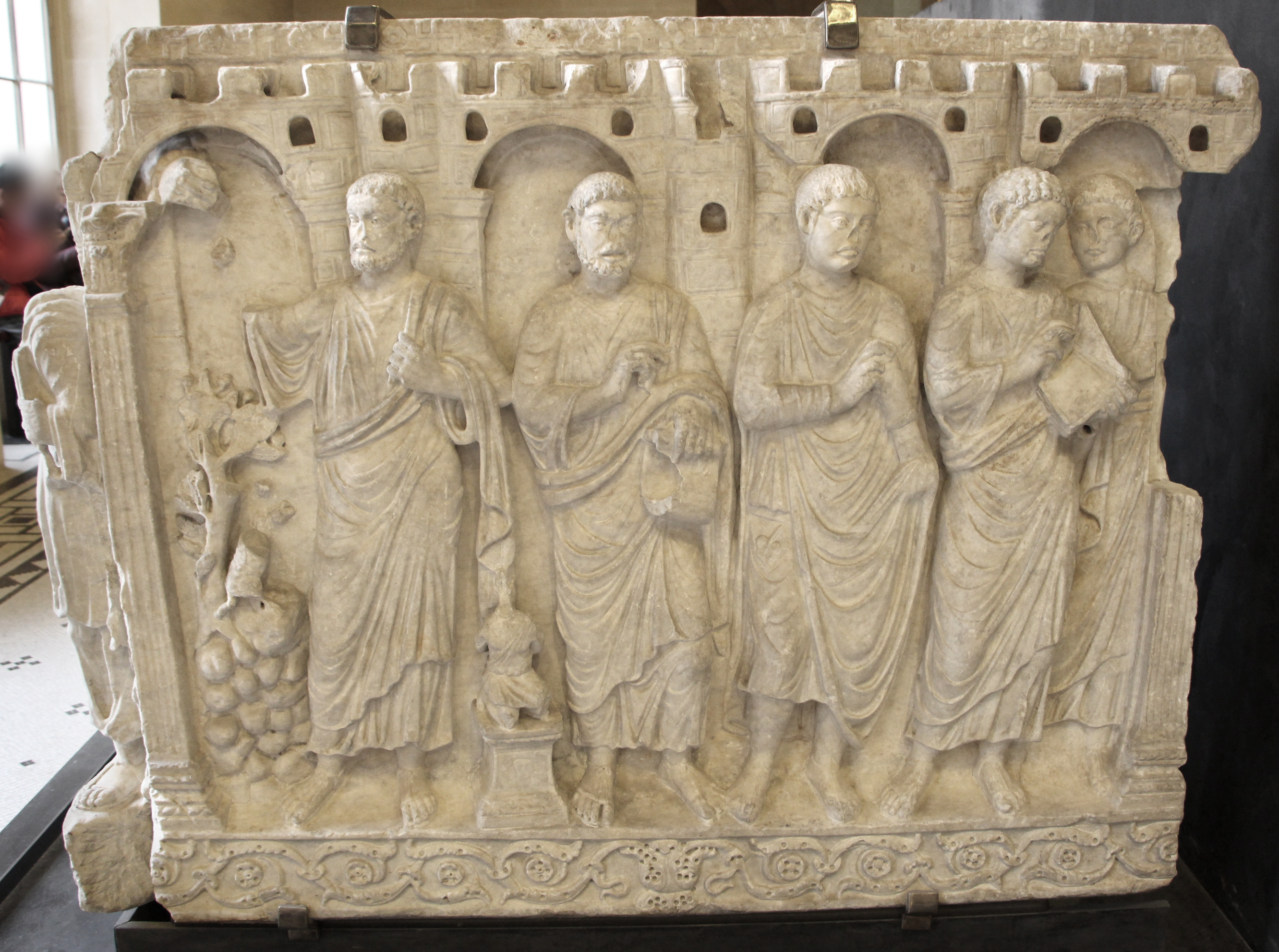
Côté droit : le sacrifice d'Abraham et plusieurs personnages tenant un volumen.